# Árgírus

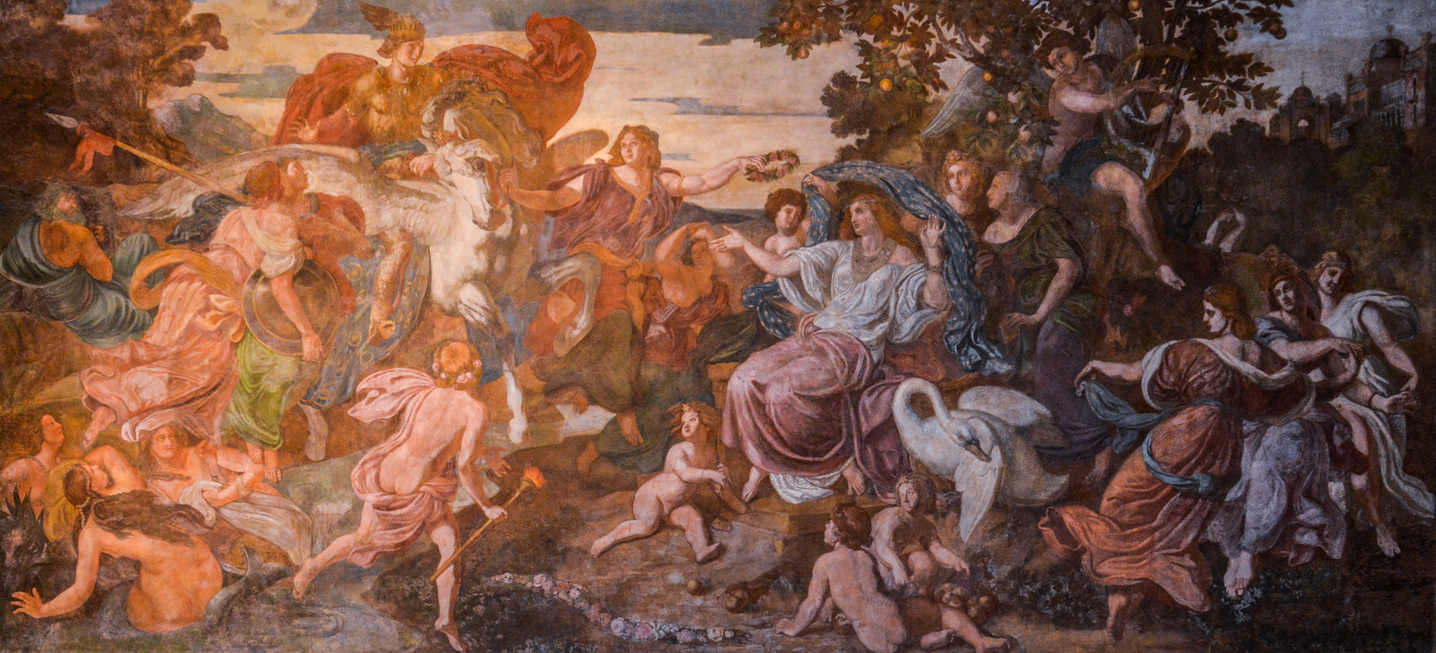
Lotz Károly: Árgírus királyfi és Tündér Ilona (1865)

Árgírus (népi változatban Árgyélus) egy feltehetően középkori eredetű széphistória hőse, a korai magyar verses líra, majd a nép ajkán élő tündérmesék egyik közkedvelt alakja. A király gyümölcsfájáról rejtélyes körülmények között eltűnő termést Árgírus őrzi meg sikerrel az azt dézsmáló tündércsapattól, de egy átok vagy saját hibája miatt a tündérek legszebbikét, Tündérszép Ilonát szem elől téveszti. Az Árgírus-történetek azokat a hosszas megpróbáltatásokat és szenvedéseket mesélik el, amelyek végén a két szerelmes egymásra talál.
Legkorábbi magyar nyelvű töredéke az 1618-as keltezésű Tatrosy György-énekeskönyvből ismert (História egy Árgírus nevű királyfiról és egy tündérkirály szűzleányról), első kiadását 1749-ből ismerjük. Egyes feltevések szerint a 16. század második felében írhatta az erdélyi Gergei Albert, közvetlen olasz forrás alapján, de a történet motívumai ismertek a bizánci, görög, török, román és délszláv irodalomból is. Legnépszerűbb irodalmi feldolgozása Vörösmarty Mihály Csongor és Tünde című műve.
A szerzőség kapcsán felmerült kérdéseket lásd Kokas Károly–Szijj Ferenc: Megjegyzések Tóth István Árgirus-cikkéhez (Az Árgirus-széphistória szerzőjéről).